# Apelskolan, Falkenbergs kommun
Apelskolan är en F–9-skola i Ullared, Falkenbergs kommun som togs i drift 1967. Den består av två byggnader med undervisning F-3 i en byggnad och undervisning 4-9 i en annan byggnad. Skolan tar från årskurs 7 emot elever från Fageredsskolan, Okomeskolan, Ljungbyskolan, Vessigebroskolan, Älvseredsskolan och Ätranskolan.

## Historia

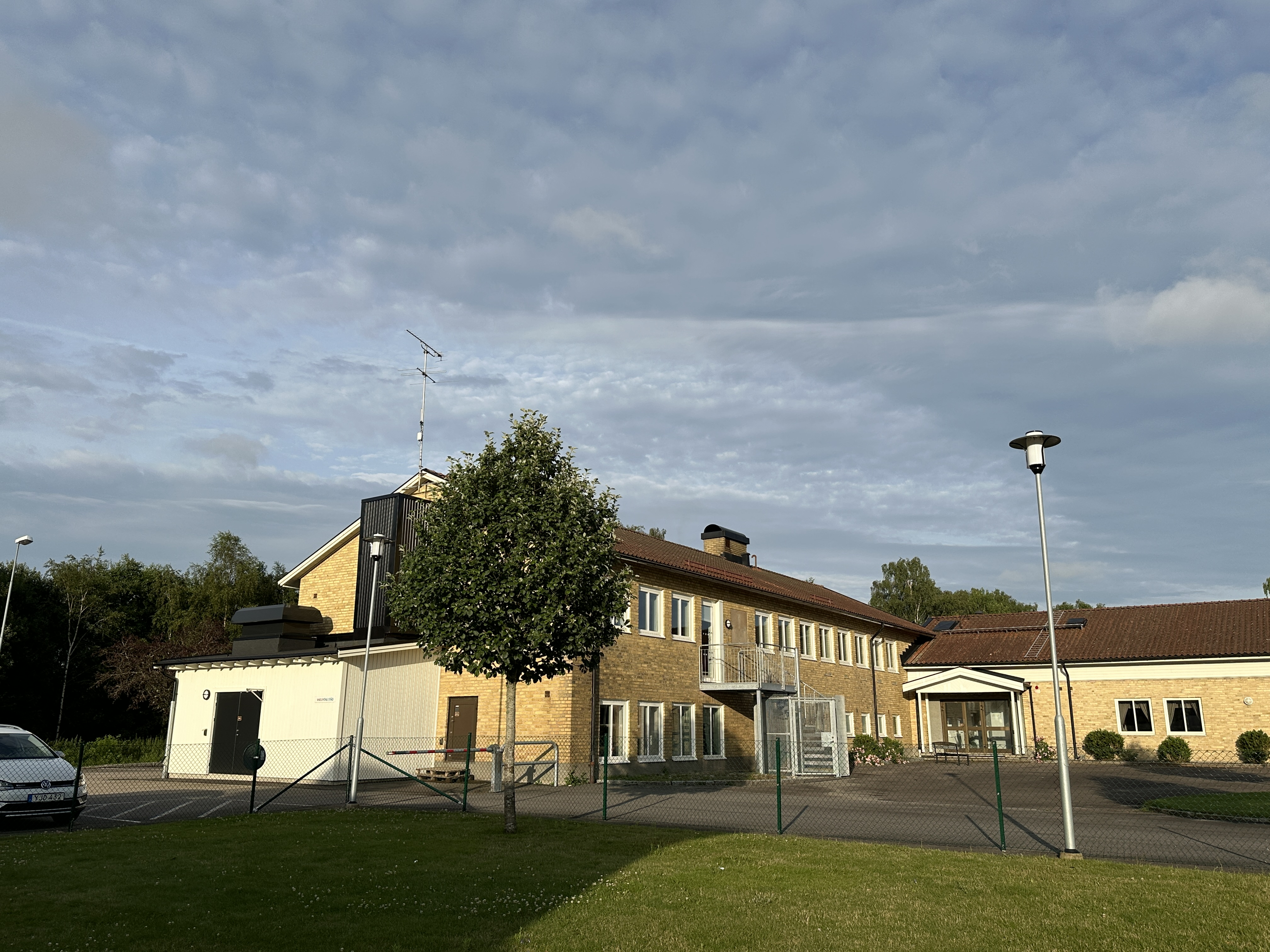
Ullareds bygdegård, centralskolans tidigare lokaler.

Skolan ersatte Ullareds centralskola som låg i samma område. Centralskolan började byggas hösten 1951 och togs i bruk i januari 1953. Den ersatte då utöver den tidigare småskolan i Ullared även skolorna i Övre Hjärtared, Yttre Hjärtared och Vräk/Fridhemsberg. Centralskolans lokaler fortsatte användas av Apelskolans låg- och mellanstadium. År 1994 gjordes lokalerna om till bygdegård. Grundskola infördes i Ullared med läsåret 1965/66.
Beslut om att bygga ett högstadium i Ullared fattades den 8 april 1963. Byggandet av det nya högstadiet inleddes under andra kvartalet 1966. Högstadiet togs i bruk den 28 augusti 1967. Den officiella invigningen ägde rum den 25 september 1967. Förutom lektionssalar innehöll nybygget en matsal med en mindre scen samt en gymnastiksal, vilket tidigare saknades. Huvudentreprenör var Borås Byggnadsproduktion.

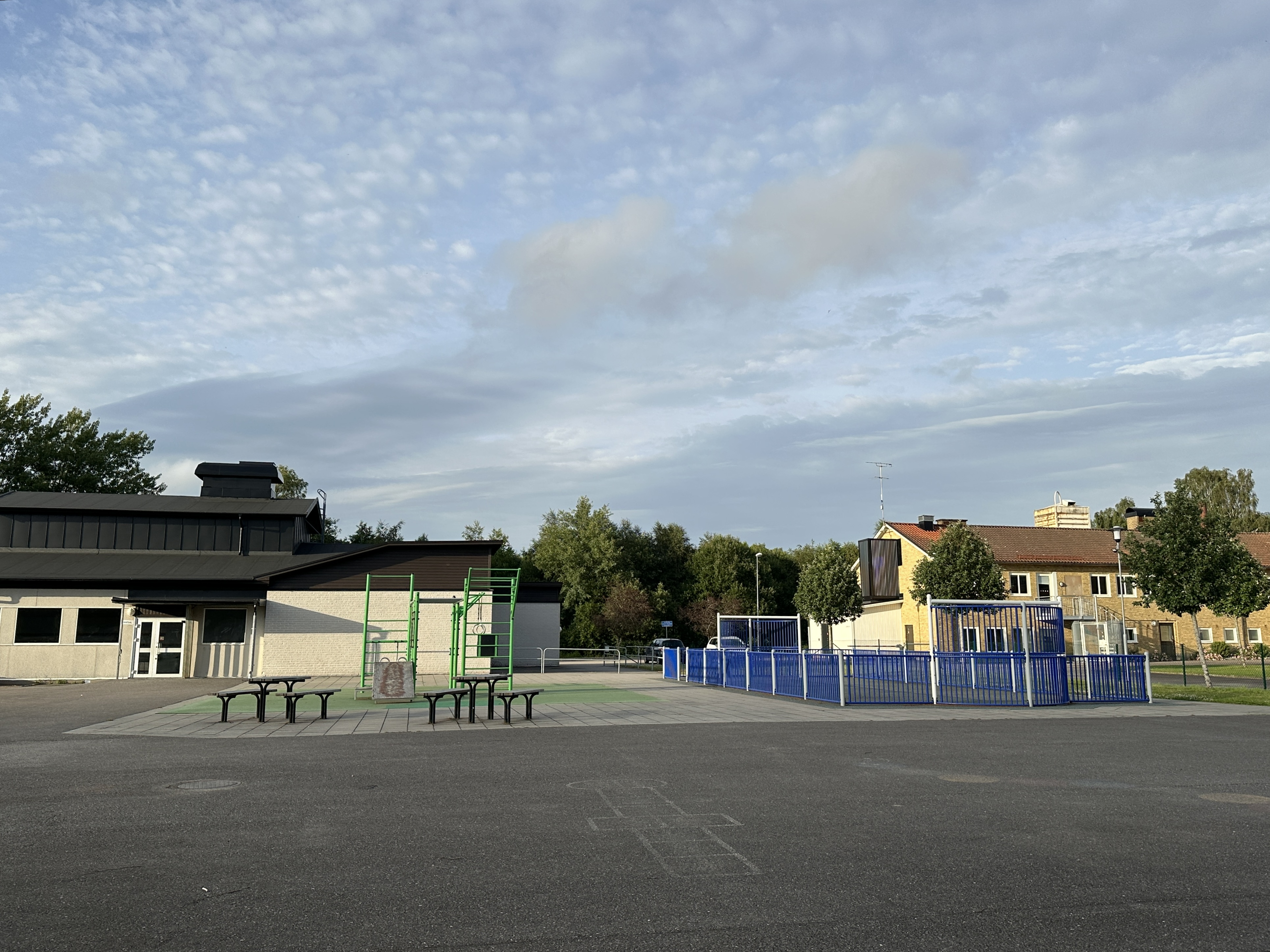
Del av skolgården.

Apelskolan var den första F–9-skolan i Halland och den första högstadieskolan på den halländska landsbygden. Utöver Ullareds landskommun tjänade skolan även Ätrans landskommun samt delar av Vessigebro landskommun (Okome, Köinge och Svartrå församlingar) och Högvads landskommun (Älvsereds församling). Tidigare hade Ätrans skola haft sjundeklassare, men dessa överfördes till Apelskolan från höstterminen 1967. Från höstterminen 1969 var verksamheten utbyggd till sin planerade kapacitet med klasser upp till nian och sammanlagt 430 elever.
Skolan har vid flera tillfällen byggts om.
En väggskulptur i järnplåt och koppar av Lasse Brander sattes upp i april 1970. I början av 1982 flyttade Ullareds biblioteksfilial in på Apelskolan.
Gällareds rektorsområde uppgick den 1 juli 1973 i Apelskolan. År 2001 lades Gällareds skola ner helt och eleverna flyttades till Apelskolan.
I oktober 2010 invigdes en ny idrottshall strax norr om skolan som ersatte Apelskolans gamla idrotthall.

## Elever
Antalet elever har varierat under årens lopp. Det var ungefär 500 år 2005 och 307 år 2021.
| Läsår   | Totalt 1-9          |
| ------- | ------------------- |
| 1997/98 | 397                 |
| 2000/01 | 423                 |
| 2005/06 | 441                 |
| 2010/11 | 378 (+18 i F-klass) |
| 2015/16 | 345 (+19 i F-klass) |
| 2020/21 | 309 (+16 i F-klass) |
| 2021/22 | 289 (+18 i F-klass) |
| 2022/23 | 337 (+20 i F-klass) |
| 2023/24 | 365 (+12 i F-klass) |

2013–2023 redovisades Apelskolan som två skolenheter, Apelskolan 1 och Apelskolan 2. Siffrorna har slagits ihop i tabellen. Skolverkets uppgifter redovisar inte förskoleklasser innan 2007.
En tidigare elev är Magnus Wernersson som startade Falkenbergsrevyn.